# مسابقات قهرمانی بوکس آماتوری آسیا ۲۰۰۲
بیست و یکمین دوره مسابقات قهرمانی بوکس آماتوری آسیا از ۱۸ ژوئن تا ۲۵ ژوئن در شهر سرمبان مالزی با حضور ۲۰ کشور برگزار شد.

## جدول مدالی
| رتبه            | کشور            | طلا | نقره | برنز | مجموع |
| --------------- | --------------- | --- | ---- | ---- | ----- |
| ۱               | ازبکستان        | ۵   | ۰    | ۳    | ۸     |
| ۲               | تایلند          | ۲   | ۲    | ۴    | ۸     |
| ۳               | پاکستان         | ۲   | ۰    | ۱    | ۳     |
| ۴               | کرهٔ جنوبی       | ۱   | ۲    | ۱    | ۴     |
| ۵               | چین             | ۱   | ۱    | ۲    | ۴     |
| ۶               | مالزی           | ۱   | ۰    | ۰    | ۱     |
| ۷               | ایران           | ۰   | ۳    | ۰    | ۳     |
| ۸               | قزاقستان        | ۰   | ۱    | ۴    | ۵     |
| ۹               | سوریه           | ۰   | ۱    | ۱    | ۲     |
| ۹               | فیلیپین         | ۰   | ۱    | ۱    | ۲     |
| ۱۱              | قرقیزستان       | ۰   | ۱    | ۰    | ۱     |
| ۱۲              | مغولستان        | ۰   | ۰    | ۲    | ۲     |
| ۱۲              | هند             | ۰   | ۰    | ۲    | ۲     |
| ۱۲              | کرهٔ شمالی       | ۰   | ۰    | ۲    | ۲     |
| ۱۵              | برمه            | ۰   | ۰    | ۱    | ۱     |
| مجموع (۱۵ کشور) | مجموع (۱۵ کشور) | ۱۲  | ۱۲   | ۲۴   | ۴۸    |

## نتایج بوکسورهای ایران
- ۵۱ کیلوگرم: مجتبی فرجی (حذف)
- ۵۴ کیلوگرم: اکبر احدی (حذف)
- ۵۷ کیلوگرم: مرتضی یعقوب لو (حذف)
- ۶۰ کیلوگرم: محمد عاشری (حذف)
- ۶۳/۵ کیلوگرم: مرتضی سپهوند (حذف)
- ۶۷ کیلوگرم: رضا قاسمی (حذف)
- ۷۱ کیلوگرم: حسین شیرازی (حذف)
- ۷۵ کیلوگرم: همایون امیری (حذف)
- ۸۱ کیلوگرم: محمد رضا قارونی (مدال نقره)
- ۹۱ کیلوگرم: روح‌الله حسینی (مدال نقره)
- ۹۱+ کیلوگرم: علیرضا استکی (مدال نقره)

سرمربی: حسین نهرودی مربی: عبدالرضا انصاری داور اعزامی: فرزاد صادق پور